# Независимая международная комиссия по расследованию нарушений на Украине
«Независимая международная комиссия по расследованию нарушений на Украине» (англ. Independent International Commission of Inquiry on Ukraine) — независимый международный комитет, созданный Советом по правам человека Организации Объединённых Наций 4 марта 2022 года с мандатом на расследование нарушений прав человека и международного гуманитарного права во время российского вторжения на Украину в 2022 году.

## Обсуждение и права
3 марта 2022 года Совет ООН по правам человека (СПЧ ООН) начал обсуждение последствий российского вторжения на Украину в 2022 году для прав человека. 4 марта в резолюции A/HRC/49/L.1 СПЧ ООН осудил нарушения прав человека и международного права, вызванные полномасштабным российским вторжением, призвал Россию прекратить свои нарушения на Украине, призвал Россию полностью уйти с международно признанной территории Украины, чтобы предотвратить дальнейшие нарушения, и принял решение о создании Независимой международной комиссии по расследованию нарушений на Украине. Резолюция была принята СПЧ ООН при 32 государствах, 13 воздержавшихся и 2: Эритрея и Россия против.
Представитель России в СПЧ ООН Евгений Устинов назвал комиссию по расследованию «простой тратой ресурсов, которые лучше было бы использовать для помощи гражданскому населению Украины». Хьюман Райтс Вотч выразила поддержку СПЧ ООН в создании комиссии по расследованию нарушений прав человека и международного гуманитарного права на Украине всеми вовлеченными группами.

## Создания комиссии
Первоначально комиссия по расследованию была создана в составе трех экспертов по правам человека, первоначально сроком на один год во главе с Эриком Мёсе из Норвегии, а также в нее вошли Ясминка Джумхур из Боснии и Герцеговины и Пабло де Грейфф из Колумбии.

## Цели
Целью комиссии по расследованию является расследование всех предполагаемых нарушений прав человека и международного гуманитарного права в контексте российского вторжения на Украину в 2022 году. Комиссия обязана дать рекомендации на основе своего расследования, первоначально отчитавшись в сентябре 2022 года на пятьдесят первой и пятьдесят второй сессиях КПЧ ООН и семьдесят седьмой секции Генеральной Ассамблеи Организации Объединенных Наций.